# Elaphe perlacea
Elaphe perlacea este o specie de șerpi din genul Elaphe, familia Colubridae, descrisă de Leonhard Hess Stejneger în anul 1929. Conform Catalogue of Life specia Elaphe perlacea nu are subspecii cunoscute.